# 肆廬県
肆廬県（しろ-けん）は中華人民共和国山西省にかつて存在した県。現在の忻州市南西部に相当する。
南北朝時代、北魏により設置された。北斉により廃止されている。